# Кнопп, Вернер

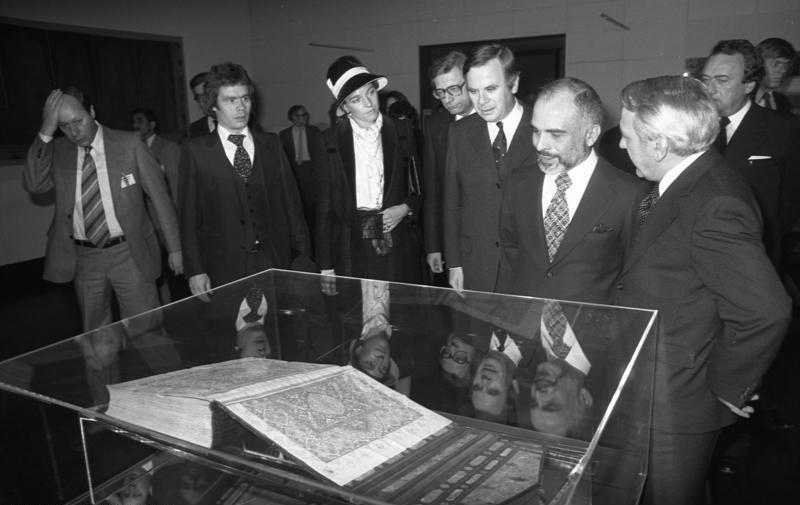
Вернер Кнопп (5-й справа) с королём Иордании Хусейном ибн Талалом и королевой Нур аль-Хусейн во время экскурсии в Музее исламского искусства в Берлине

Вернер Кнопп (нем. Werner Knopp; 31 января 1931, Брауншвейг, Нижняя Саксония — 4 января 2019) — немецкий учёный, юрист, педагог. Профессор, доктор философии. Ректор Вестфальского университета имени Вильгельма (1970—1974). Деятель культуры.
С 1977 по 1998 год — президент Фонда прусского культурного наследия, одного из крупнейших учреждений культуры мира.

## Биография
Сын архитектора. Изучал право в Брауншвейгском техническом университете, затем в Университете Гейдельберга. В 1957 году получил докторскую степень по философии. В 1968 году прошёл процесс хабилитации в области права и политологии.
С 1958 по 1960 год занимался историческими исследованиями в Колледже Святого Антония (St. Antony’s College, Oxford) при Оксфордском университете.
В 1969—1977 годах — профессор гражданского , коммерческого и международного экономического права Вестфальского университета имени Вильгельма.
С 1969 по 1980 год — ректор-основатель Института иностранного и международного частного и коммерческого права.
В 1970—1974 годах — ректор Вестфальского университета имени Вильгельма и президент объединения ректоров университетов Западной Германии (1974—1977).